# Cercomacra cinerascens
Cercomacra cinerascens là một loài chim trong họ Thamnophilidae.